# Neonothippus
Neonothippus is een geslacht van hooiwagens uit de familie Assamiidae.
De wetenschappelijke naam Neonothippus is voor het eerst geldig gepubliceerd door Roewer in 1912. 

## Soorten
Neonothippus is monotypisch en omvat slechts de volgende soort:
- Neonothippus marginalis